# Lyminge
Lyminge est un village et une paroisse civile du Kent, en Angleterre. Il est situé dans le district de Folkestone and Hythe, à 8 km au nord-ouest de la ville côtière de Folkestone. Au moment du recensement de 2011, il comptait 2 717 habitants.